# Apache CXF
Apache CXF és un projecte de programari de codi obert que desenvolupa un marc de serveis web. Es va originar com la combinació de Celtix desenvolupada per IONA Technologies i XFire desenvolupada per un equip allotjat a l'amfitrió ara desaparegut CodeHaus el 2006. Aquests dos projectes es van combinar a l'Apache Software Foundation. El nom "CXF" es va derivar combinant "Celtix" i "XFire".

## Descripció
CXF s'utilitza sovint amb Apache ServiceMix, Apache Camel i Apache ActiveMQ en projectes d'infraestructura d'arquitectura orientada a serveis (SOA).
Apache CXF admet les interfícies de programació Java JAX-WS, :§14-9JAX-RS, JBI, JCA, JMX, JMS sobre SOAP, Spring,i els marcs d'enllaç de dades XML JAXB, Aegis, Apache XMLBeans, SDO.
CXF inclou el següent:
- Suport d'estàndards de serveis web:
  - SOAP
  - Adreçament WS
  - WS-Política
  - WS-ReliableMessaging
  - WS-SecureConversation
  - WS-Seguretat
  - WS-Política de seguretat
- API JAX-WS per al desenvolupament de serveis web[3] :§14-9
  - Java - primer suport
  - WSDL: primer eina
- API JAX-RS (JSR 339 2.0) per al desenvolupament de serveis web RESTful
- Model de programació JavaScript per al desenvolupament de serveis i clients
- Eines Maven
- Suport CORBA
- Capes de transport HTTP, JMS i WebSocket
- Desplegament incrustable:
  - ServiceMix o altres contenidors JBI
  - Geronimo o altres contenidors Java EE
  - Tomcat o altres contenidors de servlet
  - OSGi
- Refereix la implementació dels serveis remots d'OSGi

IONA Technologies distribueix una versió empresarial comercial d'Apache CXF amb el nom de FUSE Services Framework.